# Winifred Carney

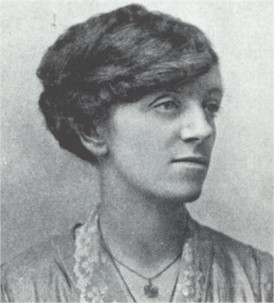
Winifred Carney, Porträt, ca. 1912

Maria Winifred Carney (* 4. Dezember 1887 in Bangor, County Down; † 21. November 1943 in Belfast), auch bekannt als Winnie Carney, war eine irische Suffragette, Gewerkschafterin und Aktivistin für die irische Unabhängigkeit.

## Leben
Carney stammte aus einer katholischen Familie der unteren Mittelschicht in Fisher’s Hill in Bangor und war die Tochter des Handelsreisenden Alfred Carney und Sarah Cassidy, die am 25. Februar 1873 in Belfast geheiratet hatten. Sie hatte sechs Geschwister.
Als Carney noch ein Kind war, zog die Familie in die Falls Road in Belfast, wo ihre Mutter einen kleinen Süßwarenladen betrieb. Ihr Vater, ein Protestant, verließ später die Familie und ließ die Mutter mit den Kindern zurück. Carney besuchte die Christian Brothers School in der Donegall Street in der Stadt und war später Lehrerin an dieser Schule. Um 1910 schrieb sie sich an der Hughes Commercial Academy ein, wo sie als eine der ersten Frauen in Belfast eine Ausbildung zur Sekretärin und Stenotypistin machte. Sie wollte jedoch von Anfang an mehr als nur Sekretariatsarbeit leisten.
Im Jahr 1912 leitete Carney die Frauensektion der Irish Textile Workers’ Union in Belfast, die sie 1912 zusammen mit Delia Larkin gegründet hatte. In dieser Zeit lernte sie James Connolly kennen und wurde seine persönliche Sekretärin. Carney wurde Connollys Freundin und Vertraute, als sie gemeinsam daran arbeiteten, die Bedingungen für Arbeiterinnen in Belfast zu verbessern. Carney und Connolly setzten sich gemeinsam für die Verbesserung der Frauenrechte und des Wahlrechts für Fabrikarbeiterinnen ein, zusammen mit anderen Gewerkschaftsorganisatoren wie Ellen Grimley. Laut ihrer Biografin Helga Woggon war Carney die Person, die am besten mit Connollys Politik vertraut war. Carney schloss sich daraufhin dem Cumann na mBan an, der Frauenhilfsorganisation der Irish Volunteers, und nahm 1914 an deren erster Sitzung teil.
Während des Osteraufstands 1916 war sie mit Connolly bei der anfänglichen Besetzung im Dubliner General Post Office anwesend. Sie war bewaffnet mit einer Schreibmaschine und einem Webley-Revolver.< Obwohl sie nicht an den Kämpfen teilnahm, erhielt sie den Rang einer Adjutantin. Nachdem Connolly verwundet worden war, weigerte sie sich, von seiner Seite zu weichen. Dies geschah trotz direkter Befehle von Patrick Pearse und Connolly. Zuvor hatte sie die letzten diktierten Befehle des verwundeten Connolly entgegengenommen. Carney verließ zusammen mit Pearse, Elizabeth O’Farrell und Julia Grenan das GPO mit dem Rest der Rebellen, als das Gebäude in Flammen aufging. Sie bezogen ihr neues Hauptquartier in der nahe gelegenen Moore Street, bevor Pearse kapitulierte.
Nach ihrer Gefangennahme wurde sie im Kilmainham Gaol festgehalten und dann in das Mountjoy-Gefängnis verlegt. Carney wurde zusammen mit Helena Molony, Maria Perolz, Brigid Foley und Ellen O’Ryan und anderen in ein englisches Gefängnis verlegt. 69 Frauen wurden eine Woche nach der Hinrichtung der Anführer des Aufstands aus dem Gefängnis entlassen. Im August 1916 war Carney zusammen mit Nell Ryan und Helena Molony im Gefängnis von Aylesbury inhaftiert. Die drei beantragten, dass ihr Internierungsstatus und die damit verbundenen Privilegien aufgehoben und sie als normale Gefangene bei Constance Markiewicz untergebracht werden sollten. Ihr Antrag wurde abgelehnt, doch Carney und Molony wurden zwei Tage vor Weihnachten 1916 freigelassen.
Auf dem Belfaster Kongress von Cumann na mBan 1917 war sie Delegierte. Bei den Parlamentswahlen 1918 kandidierte sie als Sinn-Féin-Kandidatin im Wahlkreis „Belfast Victoria“ für das Parlament. Sie erreichte 539 und 4,05 % der Stimmen und verlor gegen den Kandidaten der Ulster Unionist Labour Association.
Nach dem anglo-irischen Vertrag und der Gründung des irischen Freistaats schlug sich Carney auf die Seite der vertragsfeindlichen Kräfte und wurde mehrfach verhaftet. Am 25. Juli 1922 wurde sie im Armagh Gaol interniert, aber am 9. August 1922 wieder entlassen.
Nach ihrer Niederlage in der Wahl beschloss sie, ihre Arbeit bei der Irish Transport and General Workers Union bis 1928 fortzusetzen. 1924 wurde sie Mitglied der Labour Party. In den 1930er Jahren trat sie der Belfast Socialist Party bei. Nach dem Bürgerkrieg wurde Carney von der Politik immer desillusionierter. Sie stand Éamon de Valera und seinen Regierungen sehr kritisch und offen gegenüber.
1928 heiratete sie George McBride, einen protestantischen Oranier, befreundeten Sozialisten und ehemaliges Mitglied der Ulster Volunteers. Ironischerweise führte die Gründung der Ulster Volunteers zur Gründung der Irish Volunteers, denen Carney angehörte. Carney entfremdete konsequent von allen, die ihre Ehe mit George McBride nicht unterstützten. Sie waren fünfzehn Jahre lang verheiratet, und George McBride hat nach Carneys frühem Tod nie wieder geheiratet.
Eine Reihe schwerer gesundheitlicher Probleme schränkte ihre politischen Aktivitäten in den späten 1930er Jahren ein. Carney starb 1943 und ist auf dem Milltown-Friedhof in Belfast begraben. Ihre Ruhestätte wurde erst Jahre später gefunden, und ein Grabstein wurde von der National Graves Association, Belfast errichtet. Da Carney einen Protestanten und ehemaligen Oranier geheiratet hatte, durfte sie seinen Namen nicht auf ihrem Grabstein tragen.